# Verbandsgemeinde Eich

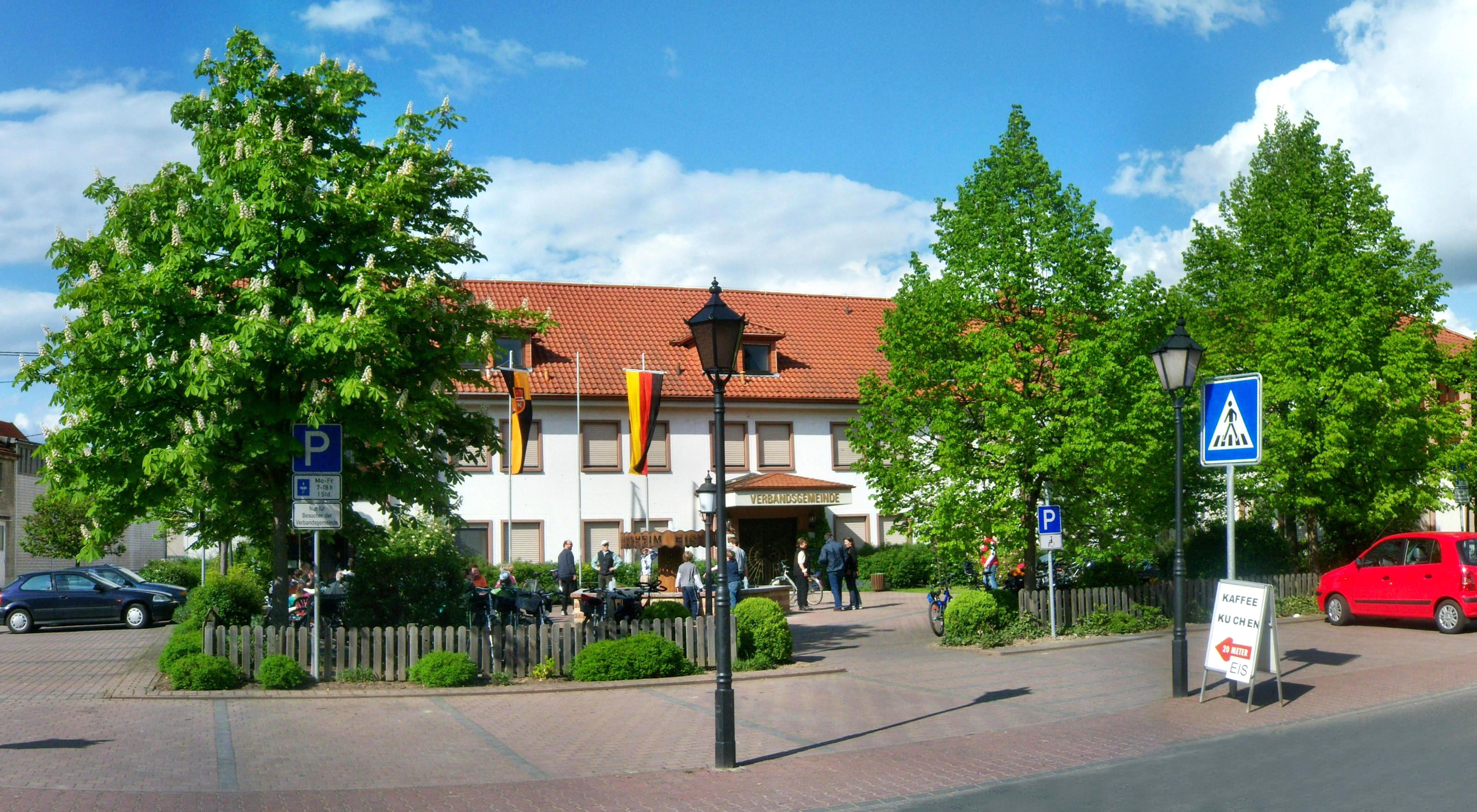
Der Verwaltungssitz der Verbandsgemeinde Eich

Die Verbandsgemeinde Eich ist eine Gebietskörperschaft im Landkreis Alzey-Worms in Rheinland-Pfalz. Der Verbandsgemeinde gehören fünf eigenständige Ortsgemeinden an, der Verwaltungssitz ist in der namensgebenden Ortsgemeinde Eich.

## Verbandsangehörige Gemeinden
| Ortsgemeinde          | Fläche (km²) | Einwohner |
| --------------------- | ------------ | --------- |
| Alsheim               | 15,54        | 2.834     |
| Eich                  | 21,02        | 3.768     |
| Gimbsheim             | 17,62        | 3.180     |
| Hamm am Rhein         | 7,89         | 2.034     |
| Mettenheim            | 6,41         | 1.705     |
| Verbandsgemeinde Eich | 68,47        | 13.521    |

(Einwohner am 31. Dezember 2023)

## Bevölkerungsentwicklung
Die Entwicklung der Einwohnerzahl bezogen auf das Gebiet der heutigen Verbandsgemeinde Eich; die Werte von 1871 bis 1987 beruhen auf Volkszählungen:
| Jahr | Einwohner |
| 1815 | 4.914     |
| 1835 | 7.636     |
| 1871 | 7.264     |
| 1905 | 8.325     |
| 1939 | 9.350     |
| 1950 | 10.549    |

| Jahr | Einwohner |
| 1961 | 10.500    |
| 1970 | 11.139    |
| 1987 | 11.130    |
| 1997 | 12.219    |
| 2005 | 12.720    |
| 2023 | 13.521    |

## Politik

### Verbandsgemeinderat
Der Verbandsgemeinderat Eich besteht aus 28 ehrenamtlichen Ratsmitgliedern, die bei der Kommunalwahl am 9. Juni 2024 in einer personalisierten Verhältniswahl gewählt wurden, und dem hauptamtlichen Bürgermeister als Vorsitzendem.
Die Sitzverteilung im Verbandsgemeinderat:
| Wahl | SPD | CDU | FDP | FWG | Team | GLA | Gesamt   |
| ---- | --- | --- | --- | --- | ---- | --- | -------- |
| 2024 | 7   | 6   | –   | 10  | 5    | –   | 28 Sitze |
| 2019 | 9   | 6   | 2   | 7   | –    | 4   | 28 Sitze |
| 2014 | 11  | 7   | 3   | 4   | –    | 3   | 28 Sitze |
| 2009 | 12  | 6   | 4   | 3   | –    | 3   | 28 Sitze |
| 2004 | 12  | 7   | 3   | 4   | –    | 2   | 28 Sitze |

- FWG = Freie Wählergemeinschaft Altrhein e. V.
- Team = Team Demokratie VG Eich e. V.
- GLA = Grüne Liste Altrhein e. V.

### Bürgermeister
- Gerhard Kiefer (SPD), 1990–2015
- Maximilian Abstein (parteilos, bis 2023 CDU[5]), seit 1. Februar 2016[6]

Maximilian Abstein wurde bei der Stichwahl am 22. November 2015 mit einem Stimmenanteil von 52,40 % gewählt, nachdem bei der Direktwahl am 1. November 2015 keiner der ursprünglich fünf Bewerber eine ausreichende Mehrheit erreicht hatte. Bei der Direktwahl am 1. Oktober 2023 wurde er mit einem Stimmenanteil von 91,5 % für eine weitere acht Jahre in seinem Amt bestätigt.

### Wappen
Das Verbandsgemeindewappen setzt sich aus Teilen der Wappen der fünf dazugehörigen Orte zusammen. Es gliedert sich von oben nach unten und heraldisch betrachtet von rechts nach links (sonst umgekehrt):
- erste Reihe:  Eich (Eichel)
- zweite Reihe: Gimbsheim (Doppelhaken) und Hamm am Rhein (Hechte)
- dritte Reihe: Alsheim (Bischofsstäbe) und Mettenheim (Rheinhessen) (Adlerkralle)